# Kneecap
Kneecap es un trío de hip hop irlandés del oeste de Belfast, Irlanda del Norte, con los nombres artísticos Mo Chara, Móglaí Bap y DJ Próvaí.   Rapean en una mezcla de inglés e irlandés y sus letras a menudo contienen temas republicanos. Su primer sencillo "CEARTA" (en irlandés significa "Derechos") fue lanzado en 2017, seguido por su álbum debut 3CAG, en 2018.  Su segundo álbum Fine Art fue lanzado en 2024 y una película biográfica sobre el grupo fue lanzada más tarde ese mismo año. 

## Historia
El nombre del grupo es inspirado por las heridas infligidas a supuestos traficantes de drogas por parte de los paramilitares republicanos irlandeses. El primer sencillo "CEARTA" se basó vagamente en la experiencia de Móglaí Bap que el día antes de la marcha por la Ley de la Lengua Irlandesa en Belfast salió con un amigo suyo y pintó la palabra " Cearta " en una parada de autobús. El Servicio de Policía de Irlanda del Norte lo descubrió y detuvo a su amigo, aunque Móglaí logró escapar. El amigo sólo hablaba irlandés en la comisaría y pasó una noche allí, negándose a hablar inglés. A raíz de este incidente se escribió “CEARTA”. 
A finales de 2017  su canción "CEARTA" fue prohibida en la estación de radio irlandesa RTÉ Raidió na Gaeltachta (RnaG) por "referencias a drogas y malas palabras". Por lo cual fanáticos de Kneecap iniciaron una petición que obtuvo 700 firmas para que la canción vuelva a emitirse. Kneecap defendió la canción como "una caricatura de la vida en el oeste de Belfast" y "una visión satírica de la vida de los jóvenes, particularmente en el oeste de Belfast". 
El primer álbum de larga duración del grupo, 3CAG, fue lanzado en 2018. El título hace referencia a la droga MDMA : 3CAG significa trí chonsan agus guta  ('tres consonantes y una vocal'), que en jerga significa que uno se refiriere a la sustancia.
En febrero de 2019 fueron criticados por el legislador del Partido Unionista Democrático (DUP) del Sur de Belfast, Christopher Stalford, después de que se publicaran videos mostrándolos cantando "Brits Out" en un concierto realizado en el Empire Music Hall en Belfast. El concierto tuvo lugar al día siguiente de que el entonces duque de Cambridge y la entonces duquesa de Cambridge visitaran el mismo lugar. 
En 2021, Kneecap lanzó su sencillo "MAM" como homenaje a sus madres, la canción fue reconocida como un cambio de su estilo habitual diciendo que querían hacer algo más "real". Mo Chara declaró en una entrevista que querían demostrar que "podemos hacerte una 'vuelta al escenario' pero también podemos darte un abrazo después. Queríamos hacer algo un poco sentimental, no queremos encasillarnos en la masculinidad todo el tiempo".  El trío también reveló en Instagram que la madre de Móglaí Bap había muerto por suicidio antes de que pudiera lanzarse y que todas las ganancias de la canción se destinarían a la organización caritativa los samaritanos.
En 2020 apoyaron públicamente una Palestina independiente ondeando banderas palestinas en conciertos y prometiendo boicotear al Estado de Israel .   También tienen estrechos vínculos con un gimnasio de voluntarios en el campo de refugiados de Aida en Palestina, habiendo ayudado a recaudar fondos para él y promocionándolo en su Instagram, y en 2022 el escritor irlandés Manchán Magan lanzó una versión de la canción de Kneecaps "CEARTA" para recaudar dinero para el gimnasio.  

## Película
A principios de 2023, el grupo comenzó a filmar una película, titulada Kneecap, que representa un relato ficticio de su ascenso a la fama. Estrenada en agosto de 2024, la película fue dirigida por Rich Peppiatt con Michael Fassbender en un papel secundario.  
La película biográfica de 2024 Kneecap, en la que los miembros reales de la banda se interpretan a sí mismos junto a actores más experimentados, incluidos Michael Fassbender, Josie Walker y Simone Kirby, está ambientada en el Barrio gaeltacht del oeste de Belfast en 2019. La película se estrenó en el Festival de Cine de Sundance el 18 de enero de 2024, siendo la primera película en lengua irlandesa en hacerlo. 